# スプラトゥーン2
『スプラトゥーン2』（スプラトゥーン ツー、英: Splatoon 2）は、任天堂より2017年7月21日に発売されたNintendo Switch専用アクションシューティングゲーム。2015年5月28日に発売されたWii U専用ゲームソフト『スプラトゥーン』に続くスプラトゥーンシリーズの第2作目。

## 概要
2017年1月13日に、「Nintendo Switch プレゼンテーション 2017」で公表された。Wii Uで第1作『スプラトゥーン』（以降「前作」と表記）が発売されてから2年後の続編であり、作中でも2年の月日が経過している。
前作の「スペシャルウェポン」は一新されて、「メインウェポン」や「サブウェポン」も一部変更・追加され、特に新しいブキ種「マニューバー」と「シェルター」が追加された。システム面の強化もされたほか、新モードのサーモンランも追加。
ファミ通の調査によると、3日間での販売本数は67万955本を記録し、その後1か月で販売本数が100万本を突破。その後も販売本数を伸ばし、日本のみで526万本（2022年末時点）を売り上げ世界での販売本数は1000万本を超えた。
その後2018年6月14日には追加コンテンツ『オクト・エキスパンション』が配信、2021年10月8日にはこれとセットになった『スプラトゥーン2 + オクト・エキスパンション』のパッケージ版が発売された。そして2022年9月9日には続編である第3作『スプラトゥーン3』が発売された。

## ゲームシステム
ここでは、前作から変更された点、本作で新しく導入された点について解説する。 

### バトルステージ
本作で登場するバトルステージは、新ステージのほか、前作に登場した旧ステージの一部が続投している。また、前作にはなかったギミック（スポンジ、インクレールなど）が追加されている。
他に、フェス開催中限定のステージとしてミステリーゾーンが登場するようになった。ミステリーゾーンは各フェスごとに内容が全く異なり、それぞれヒーローモードなどで登場するギミックや新たなギミックが配置されている。また、ミステリーゾーンはテンタクルズのイイダが作ったという設定になっている。
ファイナルフェスでは新規の物（DEAR SENPAI）を含むこれまでのフェスで登場したミステリーゾーンが全て出現した。Ver5.0.0（2019年7月31日配信）でプライベートマッチのルールに「ナワバリバトル（フェス）」が追加され、全てのミステリーゾーンが使用できるようになった。また、既存のステージも夜仕様になる。

### ステータス
ウデマエ
「ガチマッチ」に参加すると、勝敗に応じて上下する階級の総称であり、プレイヤーの強さの指標として扱われることが多い。「ウデマエゲージ」を基準としている。前作から仕様が全体的に大きく見直されており、ガチマッチのルール毎にウデマエが設定されるようにもなった。ウデマエゲージを一定値（満タン）まで上げるとウデマエが上がるが、ウデマエゲージは相手に負けるとヒビが入ることがあり（入る間隔はウデマエにより異なる）、ゲージが一定値（「OKライン」と呼ばれる黄色線）以下の状態でヒビが4つ入ると降格する。前作と同様に全てのプレイヤーがC−からスタートし、《C- → C → C+→ B- → B → B+ → A- → A → A+ → S → S+0 → S+1 → ・・・ →S+9 → X》と昇格していく。今作のS+は、S+の文字の右下に黄色い小文字で0から9の数字が表記されており、ウデマエゲージを満タンにすることで１ずつ数字が増えていく仕様になっている。
Ver.3.0.0からウデマエXが追加され、その時点でのS+10以上のプレイヤーは全員自動的にウデマエXに昇格した。それ以降はS+9から昇格することでウデマエXに到達することができる。ウデマエXに到達するとウデマエゲージは増減しなくなり、代わりに「Xパワー」と呼ばれるレートを懸けてバトルを行うことになる。月に一回集計が行われ、各ルールごとにXパワーの高い上位500名がイカリング2（後述のスマートフォン連携サービス）上で発表される。さらにXパワーの高さが推定500位に入ると次のルール変更までの間、ガチマッチ内で名前の上に王冠マークがつくようになる。また、特定のブキを多く使っているプレイヤーの中で一番Xパワーの高いプレイヤーである「ブキトッププレイヤー」も確認することができる。これらの仕様により、実質的にS+10〜S+50のウデマエは廃止され、カンスト（カウンターストップ）が存在しなくなった。
チョーシ
「レギュラーマッチ（ナワバリバトル）」の勝敗で増減する数値（メーター）。チョーシが高いほど勝率がよいことを示す。今作では「ブキ」ごとにチョーシが記録されるようになり、使用しているブキのチョーシが一定以上に上がると、ボーナスとしてケイケン値を一度だけもらうことができる。
チョーシの区分は以下の通り。
- チョーシぼちぼち（緑旗 5.0～9.5）
- チョーシいいね!（茶旗 10.0～14.5）
- チョーシサイコー!!（白旗 15.0～49.5 金旗 50.0～99.0）

ボーナスはぼちぼちで+3000、いいね！で+4500、サイコー!!で+6000となる。

### スタイル
本作ではプレイヤーキャラクターの性別、肌の色（7色）、目の色（14色）に加え、新たにヘアースタイルとボトムスを選択できるようになった。また有料追加コンテンツであるオクト・エキスパンションをダウンロードし、エンディングに到達することでイカとタコの変更も可能になる。ヘアースタイルはボーイ・ガールそれぞれ6種類、タコボーイ・タコガールはそれぞれ2種類ある。ボトムスはそれぞれ5種類から選択でき、これらは「カスタマイズ」画面で自由に変更できる。性別・肌の色・目の色はメニュー画面内の「オプション」で変更可能。

### サイン
ゲーム中に仲間へ送るサインは、これまでの上ボタン「カモン!」のサインが、対戦時に倒された際には「やられた!」、サーモンランで倒れた際は「ヘルプ!」に変化するようになった。下ボタンの「ナイス!」は常に出すことが可能。「ナイスダマ」の発動の際には「ナイス!」を連打することでより早く攻撃ができる。また、自分が潜伏状態になっている場合、自分のサインの音は聞こえなくなっている（ただし、チームには届く）。他に、「カモン」のサインを送ると、マップ上で味方が位置を確認しやすくなる。

### スーパージャンプ
マップ上で味方を選択すると味方のもとに飛行して短時間で移動できる。ただしマークがつくので相手に狙われることが多い。また倒された味方のもとへはスーパージャンプはできない。

### Nintendo Switch Onlineでの連動サービス

#### イカリング2
オンライン対戦の戦績やヒーローモードのクリア状況やクリアタイム、今までに使用したブキや遊んだステージの記録、一緒に遊んだプレイヤーの武器やギアの閲覧が可能。また、2時間ごとに切り替わるオンライン対戦のステージ情報を24時間（12回分）先まで確認することができる。さらに、「ゲソタウン」では普段と違うギアパワーがついた特別なギアを注文して取りよせることができ、取りよせたギアはハイカラスクエアにいるスパイキーに話しかけて「おカネ」を支払うと受け取ることができる。ゲソタウンの店主は前作に登場した「アネモ（英: Annie）」である。

#### ボイスチャット
ソフトを起動し、部屋を立てる際にボイスチャットをオンに設定すると、アプリから通話を始めることができる。この機能では、状況に応じて話せる相手が自動で切り替わる。例えばプライベートマッチでは、チーム分け前は全員と会話できるが、チーム分け後は同じチーム内だけの会話に切り替わる。

#### Onlineラウンジ
2021年7月29日にサービスが終了するまでは「おさそい」という機能を使うことが出来た。この機能はオンライン対戦をしたい仲間を招待することができる。仲間の招待は、メッセンジャーアプリやSNSを通じて行うことや、Nintendo Switchでのフレンドから選ぶこともできる。招待されると自動で通知が届く。

## 対戦モード

### レギュラーマッチ
4対4に分かれて争われる。インターネット対戦でプレイする場合は世界中のプレイヤーとマッチングされ、「フレンド」と一緒に参加(マッチング)することもできる。

### ガチマッチ
当モードのインターネット対戦では、レギュラーマッチで自分の「ランク」のケイケン値を集め、ランク10以上になると参加できるようになる。レギュラーマッチと同様に4対4に分かれて争われ、ウデマエ別で行われる。本作から、各ルールにおける直近の試合で一定の勝率に達すると、試合開始時にブキが光るようになった。また、先にカウントを進めていたチームと同じカウント分進めた場合には、カウントが1カウント減少するようになった。

### リーグマッチ
前作の「タッグマッチ」のように、「フレンド」と2人ペアまたは4人チームを作ってほかのペアやチームと対戦するモード。ウデマエをB-以上にまで上げると解禁される。試合のルールは「ガチマッチ」と同様だが、このモードでは勝敗によって「ウデマエ」は変化しない。2時間ごとに集計されるランキングを競い、ランキングの順位に応じてメダルを手に入れることができる。上位100位に入るとイカリング2のリーグマッチの記録で（最終試合時の）名前とブキが掲載される。

### プライベートマッチ
ローカル通信で見つけた人とチームに分かれて、「ナワバリバトル」や「ガチマッチ」のルールで2 - 8人で対戦するモード。ルールやステージを自由に選択できるほか、細かいルール設定の変更が可能。なお、このモードではおカネやケイケン値をもらうことはできず、「ランク」や「ウデマエ」などは変化しない。
本作では「プライベートマッチ観戦機能」が搭載され、対戦する最大8人のプレイヤーとは別に最大2人まで観戦者として参加することができる。「イカッチャ（ローカル通信）」でプレイする際に9人目、10人目の観戦者を追加する場合は、TVモードのNintendo SwitchをLAN接続する必要がある。観戦者はバトル中、俯瞰視点と各プレイヤーの3人称視点を自由に切り替えて、カメラを操作することができる。
2019年7月31日に配信された更新データver.5.0.0で、ルールにナワバリバトル（フェス）が追加。このモードでは、フェスで登場するミステリーゾーン（全24ステージ）でナワバリバトルを楽しめるほか、既存の23ステージもフェス時と同様に夜仕様になる。また、これまでのフェスの中から使用された色を自由に選択することが出来る。

### フェスマッチ
不定期に開催される期間限定イベント「フェス」のときだけプレイできるモード。出題されるお題でどちらの陣営に参加するか投票した後、同じ陣営同士でチームを組んで「ナワバリバトル」で対戦する。フェスが終了すると、スーパーサザエがもらえる。前作ではBGMは固定されていたが、今作は前半2分がテンタクルズの「フルスロットル・テンタクル」「リップル・リフレイン」「レッド・ホット・エゴイスト」からランダムで選ばれるようになった（後半残り1分は前作同様「イマ・ヌラネバー!（テンタクルズVer.）」で固定）。ファイナルフェスでは前半24時間では前作フェスBGM「キミ色に染めて」および「イマ・ヌラネバー!（シオカラーズVer.）」、オクト・エキスパンションBGM「ミッドナイト・ボルテージ」、中盤24時間はヒーローモードラスボスBGM「濃口シオカラ節」や「イマ・ヌラネバー!（ハイカライブ2018Ver.）」、そして最後の24時間はオクト・エキスパンションラスボスBGM「フライ・オクト・フライ～フルスロットル・テンタクル（Octo）」が使用された。
ver4.0以降のフェスはコウケン度、投票率を競う。また、ランダムでコウケン度がより多くもらえる100倍マッチ、10倍マッチが発生する。100倍マッチ、10倍マッチはフェス自体の勝負を左右するため、勝利情報などは、100倍マッチは全プレイヤーに、10倍マッチはフレンドのみに、フェス中常に画面に表示されている。今作のフェスには、チャレンジと、レギュラーの二つのモードが用意されている。レギュラーでは、一人で参加したり、フレンドとチームを作って参加することができる。バトルを終えるとコウケン度がもらえる。ブキやギア、性別などがチームのプレイヤー同士で重なると、おそろいボーナスがもらえたり、チームに名前がついたりする。チャレンジは一人で参加する専用のモード。バトル後はコウケン度がもらえる。

#### 開催フェス一覧
太字は勝者。最終通算成績はヒメ12勝、イイダ18勝。
| 回       | 開催日時                       | お題                                                              | ヒメ陣営             | イイダ陣営           | 備考 |
| -------- | ------------------------------ | ----------------------------------------------------------------- | -------------------- | -------------------- | --- |
| 前夜祭   | 2017年7月15日17時 - 21時       | 聴くならどっち？                                                  | ロック               | ポップ               | 体験版での開催のためスーパーサザエの配布無し。 |
| 第1回    | 2017年8月4日15時 - 5日15時     | どっちがお好き？                                                  | マヨネーズ           | ケチャップ           | 全世界共通のお題で開催。日本・北米・EU全てでマヨネーズ勝利。 |
| 第2回    | 2017年9月9日15時 - 10日15時    | 日本マクドナルド presents ご一緒にいかがですか？                  | マックフライポテト   | チキンマックナゲット | |
| 第3回    | 2017年10月14日13時 - 15日13時  | 自信があるのはどっち？                                            | 瞬発力               | 持久力               | |
| 第4回    | 2017年11月11日15時 - 12日15時  | からあげにレモンかける？                                          | レモンかける         | レモンかけない       | |
| 第5回    | 2017年12月9日15時 - 10日15時   | ユニクロ presents 冬に欲しいのはどっち？                          | あたたかいインナー   | あたたかいアウター   | |
| 第6回    | 2018年1月13日15時 - 14日15時   | 映画やドラマ、観るならどっち？                                    | アクション           | コメディー           | 全世界共通のお題で開催。 |
| 第7回    | 2018年2月3日15時 - 4日15時     | どっちを応援する？                                                | 王者                 | 挑戦者               | 漫画『Splatoon』とのコラボレーションフェス第1弾。 |
| 第8回    | 2018年3月3日15時 - 4日15時     | どっちを選ぶ？                                                    | 花                   | 団子                 | |
| 第9回    | 2018年3月24日15時 - 25日15時   | NIKE presents どっちが欲しい？                                    | 最新モデル           | 人気モデル           | |
| 第10回   | 2018年4月21日15時 - 22日15時   | JAMSTEC presents どっちにロマンを感じる？                         | 未知の生物           | 先進の技術           | |
| 第11-1回 | 2018年5月19日15時 - 20日15時   | サンリオ presents どっちがかわいい？人気者決定戦 予選第1試合      | ハローキティ         | シナモロール         | 唯一のトーナメント形式。また、ゲーム内のフェスTシャツを再現したTシャツが発売された他、2018年サンリオキャラクター大賞コラボ部門に「スプラトゥーン2」がエントリーし1位となった。 |
| 第11-2回 | 2018年5月26日15時 - 27日15時   | サンリオ presents どっちがかわいい？人気者決定戦 予選第2試合      | マイメロディ         | ポムポムプリン       | 唯一のトーナメント形式。また、ゲーム内のフェスTシャツを再現したTシャツが発売された他、2018年サンリオキャラクター大賞コラボ部門に「スプラトゥーン2」がエントリーし1位となった。 |
| 第11-3回 | 2018年6月9日15時 - 10日15時    | サンリオ presents どっちがかわいい？人気者決定戦 決勝戦           | ハローキティ         | マイメロディ         | 唯一のトーナメント形式。また、ゲーム内のフェスTシャツを再現したTシャツが発売された他、2018年サンリオキャラクター大賞コラボ部門に「スプラトゥーン2」がエントリーし1位となった。 |
| 第12回   | 2018年7月21日15時 - 22日15時   | 選ぶならどっち？                                                  | イカ                 | タコ                 | 全世界共通のお題で開催。オクト・エキスパンション未購入でも選択肢により操作キャラクターが変化。                                                                                 |
| 第13回   | 2018年8月18日15時 - 19日15時   | アナタはどっち派？                                                | きのこの山           | たけのこの里         | |
| 第14回   | 2018年9月23日15時 - 24日15時   | どっちが好み？                                                    | つぶあん             | こしあん             | このフェスより、アップデートで仕様が変更される。 |
| 第15回   | 2018年10月19日17時 - 21日17時  | どっちを選ぶ？                                                    | トリック             | トリート             | 全世界共通のお題で開催。 |
| 第16回   | 2018年11月10日15時 - 11日15時  | あなたはどっち派？                                                | ポッキーチョコレート | ポッキー″極細″       | |
| 第17回   | 2018年12月15日15時 - 16日15時  | どっちを選ぶ？                                                    | ヒーロー             | ヴィラン             | 全世界共通のお題で開催。『大乱闘スマッシュブラザーズ SPECIAL』とのコラボレーションフェス。                                                                                     |
| 第18回   | 2019年1月4日17時 - 6日17時     | 年末年始は誰と過ごす？                                            | 家族                 | 仲間                 | 全世界共通のお題で開催。 |
| 第19回   | 2019年2月2日15時 - 3日15時     | どちらかといえば自分は…                                           | ボケ                 | ツッコミ             | 漫画『Splatoon』とのコラボレーションフェス第2弾。 |
| 第20回   | 2019年3月16日15時 - 17日15時   | どっちになりたい？                                                | 騎士                 | 魔法使い             | 全世界共通のお題で開催。 |
| 第21回   | 2019年4月19日17時 - 21日17時   | どちらが勝つ？                                                    | ウサギ               | カメ                 | 全世界共通のお題で開催。 |
| 第22回   | 2019年5月11日15時 - 12日15時   | どちらを応援する？                                                | セ・リーグ           | パ・リーグ           | |
| 第23回   | 2019年6月15日15時 - 16日15時   | 酢豚にパイン入ってるのって…                                       | ナシ                 | アリ                 | |
| 第24回   | 2019年7月18日21時 - 21日21時   | どっちの世界を望む？                                              | 混沌                 | 秩序                 | 最後のフェス「SPLATOCALYPSE」。全世界共通のお題で開催。100倍マッチの出現率が100倍。                                                                                            |
| 第25回   | 2020年5月23日7時 - 5月25日7時  | リバイバル どっちがお好き？                                       | マヨネーズ           | ケチャップ           | 第1回のリバイバル開催。 |
| 第26回   | 2020年8月22日7時 - 8月24日7時  | リバイバル どっちが先？                                           | ニワトリ             | タマゴ               | 2018年3月に北米で開催されたフェスのリバイバル開催。 |
| 第27回   | 2020年10月31日7時 - 11月2日7時 | リバイバル どっちを選ぶ？                                         | トリック             | トリート             | 第15回のリバイバル開催。 |
| 第28回   | 2021年1月16日7時 - 1月18日7時  | どっちになりたい？ スーパーキノコで巨大化 vs スーパースターで無敵 | スーパーキノコ       | スーパースター       | スーパーマリオブラザーズの35周年記念。 |

## サーモンラン
2 - 4人で協力して大量の専用CPUと戦うモード（いわゆるPvEモード）。襲いかかってくる「シャケ」を退治するバイトを行い、様々な「オオモノシャケ」が落とす「金イクラ」をイクラコンテナに集めることが目的。ただし、シャケ（タマヒロイ、ハコビヤ）も金イクラを奪還しようとしてくる。また、普通のシャケ（コジャケ、シャケ、ドスコイ、タマヒロイ）やオオモノシャケが落とす「イクラ」も同様に報酬として換算される。インターネット通信では不定期に開催されており、ハイカラスクエアにある「クマサン商会」の施設がオープンしているときだけプレイできる。ローカル通信でプレイする「イカッチャ」では、いつでもプレイ可能。
WAVE制（いわゆるラウンド制）を採用しており、制限時間内にノルマ分の金イクラをイクラコンテナへ集めることで最大WAVE3まで連続してプレイすることができる。プレイヤーが倒されると背負っている専用インクタンク兼浮き輪型救命道具「ウキワタンク」で浮いているウキワ状態になる。ウキワ状態では移動と金イクラを拾うことのみ可能で、他の味方からインクを浴びさせてもらうことで復活する。ノルマを達成できなかったり、全滅するとその時点で強制的に終了し、失敗となる。
ゲームの結果に応じて「クマサンポイント」がたまり、一定数ためると「ほうしゅう」としてここでしか入手できないギアや、おカネ、ギアパワーのかけらなどのアイテムを入手できる。また、評価によって評価レートが上昇し、一定まで上がると称号が上昇する。称号が高くなるほどより高難易度・高報酬の内容になっていく。1プレイごとに「キケン度」が設定されており、評価レートが高いほど「キケン度」も高くなる。「キケン度」が一定の値に達すると、プレイ冒頭の画面に「キケン度MAX!!」と表示される。
2017年9月16日より"ランダム"という要素が加わり、ブキの表示欄が緑の「？」になるとブキがランダムで選択される。ランダムのブキは他のメンバーと重複する可能性があるうえ、中には「クマサン印」というサーモンラン内でしか使用できない強力なブキが出ることがある。また、2018年7月14日よりスケジュール上でブキの表示欄が金の「？」場合、「クマサン印」のブキからランダムで選択される。

## オフラインモード

### ヒーローモード
1人用のオフラインモード。主人公は、人気アイドルユニット「シオカラーズ」のメンバー・ホタルに「New!カラストンビ部隊4号」に任命され、拠点の街「ハイカラスクエア」から消えた街のエネルギー源「オオデンチナマズ」と、姿をくらましたシオカラーズのもう一人のメンバー・アオリの行方を捜すべく、タコ軍団「オクタリアン」たちと戦うことになる。前作の「ヒーローモード」では使用できるブキは「ヒーローシューター」という1種類のブキで固定されていたが、今作ではゲームを進めていくと、様々なブキを使用できるようになる。前作で登場していたアタリメ司令官は、3号（前作の主人公の通り名）と共にとある場所の調査に出かけている模様。このことは、ミステリーファイルで確認する事が出来る。

### オクト・エキスパンション
2018年6月14日配信の有料追加コンテンツ。記憶を失ったタコ「8号」を操作し、怪しげな地下の実験施設からの脱出を目的とする。テンタクルズのヒメ、イイダと、前作に登場したアタリメ司令、3号が登場する。クリア後（下記のスキップの有無問わず）は、バトルでの操作キャラをタコ（タコボーイ、タコガール）の姿に変更可能になる。髪型は、ガールとボーイ共に2種。
ヒーローモードと同じく1人用のオフラインモードだが、ヒーローモードに比べステージのクリア条件が豊富かつ厳しい上級者向けのコンテンツとなっている。チャレンジは複数の駅とその路線図を模しており、駅に該当する地点を選ぶ自由選択型（クリアごとに新たな駅（チャレンジ）が増える）。また、ポイント制を採用しており、チャレンジ開始の際にポイントを支払い、チャレンジごとにいくつか用意されているブキの選択に応じてクリア時のポイント報酬が変化する。仮にポイントがゼロになっても、ヒメから「借金」という形で対応してもらえる（ただし返済するまでチャレンジ以外で使用できなくなる）。物語の途中からはテンタクルズのサポートも受けられるようになり、それによってチャレンジ失敗が続き攻略できないステージをクリア扱いにして、スキップすることも可能（ただし付随する収集要素や隠し要素の条件を満たせないため、最終的にはチャレンジを自力でクリアする必要がある）。このように、チャレンジがうまくいかず途中でストーリー進行が滞らないような機能が導入されている。ファミ通のスタッフとの対談では、オクトのコンセプトや8号についてなどが語られている。

## ハイカラスクエア
本作の拠点となる街。前作の舞台「ハイカラシティ」から2駅分離れている。

### 施設
デカ・タワー
「ハイカラスクエア」を象徴する高層ビル。ここからインターネット対戦に参加することが出来る。
ロブス・10・プラー
前作にも登場したロブ（英: Crusty Sean）が経営する屋台。ここでは「テンプラスイーツ」と呼ばれるフードやドリンクを注文して飲食することができ、以降一定回数までのバトル終了時にもらえるおカネやケイケン値が多くなるなどの効果を一時的(大抵の場合20試合)に得られる。注文するには、「ヒーローモード」や「オクト・エキスパンション」のアイテム交換サービス、「サーモンラン」の「ほうしゅう」で手に入る「チケット」が必要。
イカッチャ
本体とソフトを持った近くにいる人とのローカル通信に参加し、対戦や「サーモンラン」をプレイすることができる。また、施設の外で「イカラジオ2」というミニゲームを遊ぶこともできる。
クマサン商会
デカ・タワー脇の路地にある怪しい事務所。オープン時にはインターネットを通じて「サーモンラン」をプレイすることが出来る。バイトする場所（プレイステージ）は、難破船や人工島といった周りがヘドロのような緑色の海で囲まれている孤島というべきところが中心。
マンホール（タコツボキャニオン）
「ヒーローモード」の舞台となる「タコツボキャニオン」への連絡路。
地下入口（深海メトロ）
「オクト・エキスパンション」の舞台となる「深海メトロ」へ繋がる階段。オクト・エキスパンション購入後に近づいて耳を澄ませることでオクト・エキスパンションに切り替えることができる。
amiibo
amiiboを読み込むことで、キャラクターがゲーム内に「サポーター」として出現しさまざまな手助けをしてくれる。

### エスカベース
カンブリアームズ
ブキ屋。前作の「ハイカラシティ」にもあった「カンブリアームズ」の2号店。バトルで使うブキを取り扱う。店主は前作に引き続き「ブキチ（英: Sheldon）」で、ブキへの愛は以前より暴走ぎみ。また、本作ではヒーローモードでも登場しプレイヤーにブキを提供する。
エボシ・エボシ
アタマ屋。帽子やメガネ、ヘッドホン、ガスマスクなど、頭に身につけるものを取り扱っている。看板娘のウミウシの「ミウラ（英: Flow）」は童顔だが年齢不詳で、酔っているような口調で若いイカをからかうのが趣味。頭にはエビの「エビィ（英: Craymond）」が共生している。
フエール・ボン・クレー
フク屋。多数の服を取り扱っており、メンズ、レディースともに同じラインナップとなっている。雇われ店長のクラゲ「ビゼン（英: Jelfonzo）」は、前作に登場したエチゼン（英: Jelonzo）から分裂して生まれたと噂されるほど容姿がそっくりで、古風なしゃべり方で話す。また、彼はハイカラスクエアでも評判のファッショニスタでもあるらしい。
ドゥーラックシューズ
クツ屋。スニーカーやブーツまで様々な品を取り揃えている。店長でタカアシガニの「シガニー（英: Bisk）」は長い手足とゆったりした物腰をしており、大人の余裕を感じさせるクールな性格。

## 登場人物

### ハイカラスクエア
テンタクルズ（英: Off The Hook）
ヒメとイイダによるヒップホップユニット。ゲーム開始時などに流れる番組「ハイカラニュース」のパーソナリティを務めている。
名前の「テンタクル（tentacle）」は触手を意味する。また、英語名の「Off The Hook」は様々な意味を持つ慣用句だが、スラングでは「cool」や「awesome」などと同様に「最高」「すごい」「いけてる」の意味で用いられる。
「オクト・エキスパンション」では、アタリメの持っていた通信機の受信機を偶然拾ったことから、地下世界を探索するプレイヤーキャラクターの8号に対して地上からアドバイスを送る。
「オクト・エキスパンション」におけるヒメとイイダのファッションについて、ファンなどの間では、ともにアメリカの伝説的なラッパーであるノトーリアス・B.I.G.と2パックに似ておりオマージュではないかと話題になった。インタビューでこのことを尋ねられたプロデューサーの野上恒は明言を避けつつも、開発チームの中にヒップホップの音楽や文化が好きなメンバーがおり多様なルックスとサウンドを「オクト・エキスパンション」に取り入れたいと考えていたと語っている。
ヒメ（英: Pearl）
声 - いとうりな
MC担当のインクリング（イカ）の女性。ハイカラニュースの際には画面左の椅子に腰かけている。サウンドトラック第2弾「オクトチューン」に収録のブックレットによるとフルネームは「ホウズキ・ヒメ」。
毒舌で不敵な態度をとり、イイダから度々なだめられる。一方で、ハイカラ地方に来た当初に言葉を理解できなかったイイダに言葉を教えたりアタリメにチャット入力の指南をしたりするなど面倒見の良い一面もある。
富豪の家で育ったお嬢様で、ハイカラニュース内では数々の豪快なエピソードが披露される。父親はステージとして登場する「モンガラキャンプ場」のオーナー。「オクトチューン」のブックレットでは邸宅が公開されている。
「オクト・エキスパンション」では、ソロで活動していた不遇の時代について明かされる。自身がリリースした放送禁止用語入りの曲の売り上げが1000本にも満たないという状況の中、たまたまウォームアップで向かったナンタイ山で出会ったイイダからユニットを組みたいと持ち掛けられ、テンタクルズとしてリリースした曲がヒットしたことで一躍人気者となった。
ヒメが発する声には周囲のものを破壊するほどの威力があり、「オクト・エキスパンション」の最終決戦時には声の力を利用するスペシャルウェポン「センパイキャノン」を用いて巨大兵器の「ネルス像」を破壊する。
イイダ（英: Marina）
声 - Alice
DJ担当のオクタリアンの女性。ハイカラニュースの際には画面右のDJブースでディスクを操作している。「オクト・エキスパンション」によるとフルネームは「イイダ＝マリネ」。
丁寧な口調で話すおっとりとした性格で、ヒメのことは「センパイ」と呼び慕っている。機械やテクノロジーが好きで、機械が多く設置されている場所がナワバリバトルの舞台となった際には興奮気味になる。フェスの際には特殊ステージ「ミステリーゾーン」の提供も行っていた。
「オクト・エキスパンション」では、オクタリアンの一員だった過去が明らかになる。オクタリアンが使用する兵器の開発などを行っていたが、ある時にシオカラーズの曲「シオカラ節」を聴いて衝撃を受け「ワタシの魂にイカのグルーヴが宿りました」という言葉を残して団を去り、後にヒメと出会う。
シオカラーズ（英: Squid Sisters）
アオリとホタルによる従姉妹同士のアイドルユニット。前作でハイカラニュースのパーソナリティを務めていたが、ソロ活動やCM出演といった仕事の多忙により卒業した。一方、アイドル活動の裏では、オクタリアンに対抗する「New!カラストンビ部隊」のメンバーとしても活動している。
ソフト発売前の時期の公式Twitterアカウントでは、前作のラストフェス以降にアオリが失踪し本作のヒーローモードにつながるまでの顛末を記した小説「シオカラ小説」が公開された。公式サイトでも公開されている。
ホタル（英: Marie）
声 - 菊間まり
「New!カラストンビ部隊」2号。留守中のアタリメ司令に代わり、オクタリアンの動向を監視している。アオリの捜索の協力を主人公に依頼する。
アオリ（英: Callie）
声 - keity.pop
「New!カラストンビ部隊」1号。前作以降行方不明となっている。なお、ヒーローモードでプレイヤー（4号）が着るヒーロースーツはアオリのおさがり。
ヒーローモードの後半にてDJタコワサ将軍に洗脳されたことが明らかとなり、ヒーローモードの終盤で主人公と戦うことになる。
スパイキー（英: Murch）
一つ目のトックリガンガゼモドキで、前作に登場したダウニー（英: Spyke）の後輩。ギアやギアパワーに関する事を行ってくれる。
- 注文の受け取り：後述の「ゲソタウン」や広場のプレイヤーから注文したギアを受け取る。
- スロットクリーニング：ギアについたサブギアパワーを取り外して「ギアパワーのかけら」に変える。
- スロットを増やす/付け直す：サブスロットを1つ増やし、最大値の場合はランダムにギアパワーを付け直す。サブスロット1つに付き「スーパーサザエ」が1個必要。
- ギアパワーの復元：「ギアパワーのかけら」を消費し、好きなギアパワーをサブスロットに付ける。
- ゲソタウンの配達確認：ゲソタウンで注文したギアを受け取る。

コジャッジくん（英: Li'l Judd）
「ジャッジくん（英: Judd）」とともに対戦終了時に現れ、どちらのチームが勝ったか判定する子猫。ジャッジくんのポジションを虎視眈々と狙っているらしい。
クマサン（英: Mr. Grizz）
デカ・タワーの片隅にある事務所でバイトの斡旋をしている怪しいクマの置物。サーモンランを通じて金イクラを集めている。時折自身が改造した強力な性能のブキを貸し出すこともある。
本作では終始正体不明の存在であるが、次作にて正体が明らかとなる。
DJタコワサ将軍（英: DJ Octavio）
ヒーローモードのラストボス。オクタリアン（タコ）のリーダー。前作で敗北し金魚鉢内に捕らえられるも、本作までの2年間の間に脱走。「タコツボキング A-MIX」をひっさげ、洗脳したアオリと共にプレイヤー（4号）の前に立ちはだかることになる。

### オクト・エキスパンション
8号（No.10008）
声 - 山本高久
自分がタコであること以外の記憶を全て失った「オクト・エキスパンション」の主人公。地下世界で倒れているところをアタリメ司令に起こされ、意識を失っている間にシオカラ節を口ずさんでいたことを聞かされる。名前の"8号"は、登録名がNo.10008であったことからアタリメ司令が「New!カラストンビ部隊」にかけて名付けたもの。地下世界での誘導で出会ったナマコ車掌の元、「実験体」としてチャレンジをこなしながら「アレ」を探すことに。
なお、「オクト・エキスパンション」クリアで使用できるタコボーイ、タコガールと8号は同一という物ではなく別個体であり、8号は3号のような個人となっている。
アタリメ司令（英: Cap'n Cuttlefish）
シオカラーズの祖父。「New!カラストンビ部隊」3号（前作の主人公の通り名）と共に偵察に出たが、なぜか地下世界に迷い込み、3号ともはぐれてしまった。8号となるタコがシオカラ節を口ずさんでいたことから、シオカラ節が好きな者同士に悪い奴はいないという信条の元、協力することになる。
テンタクルズとのチャット内にて、前作では不明だったフルネームが「アタリメ・ヨシオ」である事が明らかとなった。なお、ヒメに教えられるまで孫2人がシオカラーズとしてアイドル歌手をしている事は知らなかった。
ナマコ車掌
深海メトロの車掌で地下施設の案内人。帽子を被った半透明の小さなナマコの姿をしている。真面目な仕事ぶりで物腰も丁寧だが、本作のチャレンジミッションで失敗した際には容赦なくプレイヤーを爆破するという残酷な判断も下せる冷徹さも持つ（ただし冷酷な性格ではなく、あくまで仕事に忠実に則った故となっている）。
グソクさん
ダイオウグソクムシの深海の住人。地下世界でネリメモリーを集めていたが挫折した経験を持ち、8号にネリメモリーを集めて見せてくれるよう託す。いかつい外観とは裏腹に落ち着いた物腰で、本人いわく夢見がち。アタッシュケースに可愛らしい物が詰まっている。
開発中は深海メトロのモブキャラクターの一人だったのだが、外見などのインパクトから特別な役割のキャラクターに抜擢された制作経緯がある。
デンワ（タルタル総師）
深海メトロ中央駅のホームに設置されている電話。妙に明るくひょうきんな調子で喋り、8号に「アレ」を探させるよう導く。だが、その正体はジャッジくんの元の飼い主の博士が生み出した人工知能「タルタル総帥」であり、地下組織を一括管理している全ての黒幕。新世界を託すに足る新人類の再来を期待するも、ナワバリバトルに明け暮れるインクリングたちに絶望し、人間を模した彫像型破壊兵器「ネルス像」を引っ下げ、世界を滅ぼして新たな世界を作り直そうとした。
3号
声 - 辻勇旗
「New!カラストンビ部隊」の3号であり、前作の主人公（＝プレイヤーキャラクター）でもある。アタリメ司令とはぐれ、消息不明となっている。はぐれる前は、8号と戦っていたらしい。3号の容姿は、「オクト・エキスパンション」の物語中盤で設定する。
「アレ」の完成後に8号の前に姿を現すが、物語終盤でタルタル総帥に寄生され、8号の前に立ちはだかる。また、「オクト・エキスパンション」クリア後の隠しボスとして、「心の中の3号」が登場する。

## 沿革
ここでは『スプラトゥーン2』のゲーム内でのイベントや追加要素などをまとめた。なお「スプラトゥーン」の歩みも参照。

### 発売以前
- 2016年10月20日 Nintendo Switchの初公開映像のなかでスプラトゥーンの映像が登場、続編が示唆された[69]。
- 2017年1月13日 「Nintendo Switch プレゼンテーション 2017」で『スプラトゥーン2』の発売が発表された[70]。
- 2017年3月25,26日 本作をNintendo Switch上で体験できる『スプラトゥーン2先行試射会』が世界同時開催された[71][72]。
- 2017年4月13日 『スプラトゥーン2』の発売日が7月21日に決定する[73]。
- 2017年7月15日 フェスの先行体験が可能となる『スプラトゥーン2 前夜祭』が開催、お題は「聞くならどっち？ロックvsポップ」。結果は”ロック”の勝利[74][75]。
- 2017年7月21日 『スプラトゥーン2』が発売。同日「Nintendo Switch スプラトゥーン2 セット」「Nintendo Switch Proコントローラー スプラトゥーン2 エディション」、ガール（ネオンピンク）・ボーイ（ネオングリーン）・イカ（ネオンパープル）のamiiboが発売した[76][77]。

### 発売以後

#### Ver.2.0
2017年11月24日配信。新たに140種類のギアが追加された他、ヘアスタイルやボトムスも追加された。また新たなバイトステージ「トキシラズいぶし公式工房」が追加された。
- 2017年12月8日 「ガチマッチ」に新たなバトルルール「ガチアサリ」が追加された。

#### Ver.3.0
2018年4月25日配信。新たにウデマエS＋を超える「ウデマエX」が導入された他、100種類以上のギアが追加された。なおXパワーが1か月ごとにリセットされることに伴い、これまで毎週1つブキかステージが追加されていたのが1か月ごとになった。またガチマッチに登場するステージが毎月ルールごとに8種類に制限された。
- 2018年6月14日 有料追加コンテンツ『オクト・エキスパンション』が発売した[82]。

#### Ver.4.0
2018年9月14日配信。フェスの仕様が変更、新たに「こうけん度」が導入され、フェスの部門が「フェスマッチ(レギュラー)」と「フェスマッチ(チャレンジ)」となった他、「10倍マッチ」「100倍マッチ」が起こるようになった。また新たなブキセット「ベッチューコレクション」が4回にわたって追加された。
- 2019年2月17日 上位に入賞すると公式Twitterで表彰される「ツキイチ・リーグマッチ」がスタート、2022年6月25日までに41回行われた[85][86]。
- 2019年3月26日-4月1日 『スプラトゥーン2 特別体験版』が配信、7日間限定でオンラインプレイが体験できた[87]。
- 2019年4月3日 Ver.4.6.0にて最後のブキセットとなる「ブキチセレクション」が配信、12種類のブキ追加された[88]。

2019年7月18-21日 第24回ファイナルフェス『SPLATOCALYPSE』が世界合同で開催、お題は「どっちの世界を望む？混沌vs秩序」。結果は”混沌”の勝利。なお100倍マッチの発生率が100倍になり、これまでのミステリーゾーンがすべて登場した他、様々なコラボ企画が実施された。そしてこの結果は『スプラトゥーン3』の舞台やヒーローモード、また追加コンテンツである『サイド・オーダー』に影響を及ぼしている。

#### Ver.5.0
2019年7月31日配信。プライベートマッチで「ナワバリバトル（フェス）」が実装された他、「追加ギアパワー倍加」の付いた「フェスT レプリカ」が配布された。またバトルステージ「デボン海洋博物館」「ホテルニューオートロ」が改修された。
- 2020年4月30日-5月6日 『スプラトゥーン2特別体験版’20』が配信、ナワバリバトル・ガチマッチ・サーモンランが無料で体験できた[47]。
- 2021年10月8日 本作と追加コンテンツがセットとなった『スプラトゥーン2＋オクト・エキスパンション』が発売された[92]。
- 2022年8月6日 「スプラトゥーン2 オンラインチャレンジ」が開催、上位4チームは「スプラトゥーン3 スタートダッシュ杯 一般チーム部門」にシード枠として招待された[93]。
- 2022年9月9日 続編『スプラトゥーン3』が発売される[94]。